# Riópar (kommunhuvudort)
Riópar är en kommunhuvudort i Spanien.   Den ligger i provinsen Provincia de Albacete och regionen Kastilien-La Mancha, i den centrala delen av landet, 240 km söder om huvudstaden Madrid. Riópar ligger 984 meter över havet och antalet invånare är 1 504.
Terrängen runt Riópar är huvudsakligen kuperad. Riópar ligger nere i en dal.Runt Riópar är det mycket glesbefolkat, med 7 invånare per kvadratkilometer. Närmaste större samhälle är Yeste, 18,6 km sydost om Riópar. 